# 珠海港股份有限公司
珠海港股份有限公司 （深交所：000507）是中国深圳证券交易所的一家上市公司，前身是珠海经济特区富华集团股份有限公司，成立于1986年6月。1989年4月，正式向公众发行股票，成为珠海市首批发行的股票企业。1993年3月26日，经中国证券监督委员会和深圳证券交易所核准，公司股票正式挂牌上市。主营业务范围为综合类。目前该公司隶属珠海港控股集团有限公司管理。
2011年，该公司主营业务收入为454105869.49元，公司净利润为291994171.36元，公司总资产为3415780990.74元。
2014年7月23日，该公司于香港成立全资子公司珠海港（香港）有限公司，经营范围为煤炭、铁矿石等大宗商品采购业务以及投资融资服务等业务。